# Jean Forgeot
Pour les articles homonymes, voir Forgeot.
Jean Forgeot, né le 10 octobre 1915 à Paris et décédé dans cette même ville le 13 mars 2000, est un haut fonctionnaire et chef d'entreprise français, secrétaire général de la présidence de la République française pendant le mandat présidentiel de Vincent Auriol, du 20 janvier 1947 au 18 janvier 1954.

## Biographie

### Jeunesse et études
Jean Foregot naît en 1915. Il grandit en partie à Istanbul, où son père dirige l'école vétérinaire de la ville. Il effectue la majeure partie de ses études secondaires en Turquie et revient en France en 1931, pour passer le baccalauréat. 
Il s'inscrit en classes préparatoires scientifiques, mais décide au bout de quelques semaines de rejoindre la faculté de droit de l'université de Paris. Il y obtient une licence de droit. Il prépare alors le concours de rédacteur du ministère des Finances, où il est admis en 1937.
Libéré en 1940 après avoir combattu dans les Alpes, il étudie à l'École libre des sciences politiques, dont il obtient le diplôme. Il présente et obtient un doctorat en droit, dont la thèse traite du marché des céréales sous l'Occupation de la France par l'Allemagne pendant la Seconde Guerre mondiale.

### Parcours dans la haute fonction publique
Il devient rédacteur au ministère des Finances en 1937. Après avoir étudié à l'Ecole libre des sciences politiques, et après un échec, il est reçu au concours d'inspecteur des finances en 1943. 
Jeune inspecteur des finances de trente-deux ans et résistant, il est chargé de mission auprès d’Henri Frenay, ministre des Prisonniers, Déportés et Réfugiés depuis novembre 1944, où il travaille avec Émile Jalouneix, vieux militant socialiste. Ce dernier l’introduit auprès de Vincent Auriol, et sa candidature est appuyée par son collègue de l’inspection des Finances, Roumagnac, déjà en poste, et par Madeleine Léo-Lagrange. Il devint ainsi le chef adjoint de cabinet d’Auriol le 29 novembre 1945, puis son directeur de cabinet à la présidence de l’Assemblée en juin 1946, à la place de Rastel. En janvier 1947, Auriol le nomme secrétaire général de la présidence de la République.

### Parcours dans le secteur privé
Après son départ de l'Élysée, Forgeot devient administrateur de sociétés, vice-président de Simca et fait ensuite une belle carrière au sein du groupe Schneider et Cie où il apparait comme un fidèle du baron Empain[Lequel ?]. D'abord président de Jeumont-Schneider il devient président de Schneider SA le 12 mai 1969 dans un contexte d'hostilité de la part du gouvernement. Il devient également président-directeur général des Batignolles-Châtillon, ainsi qu'administrateur de la Banque commerciale de Paris et des Chargeurs réunis.